# Bahnradsport-Weltmeisterschaften 2025

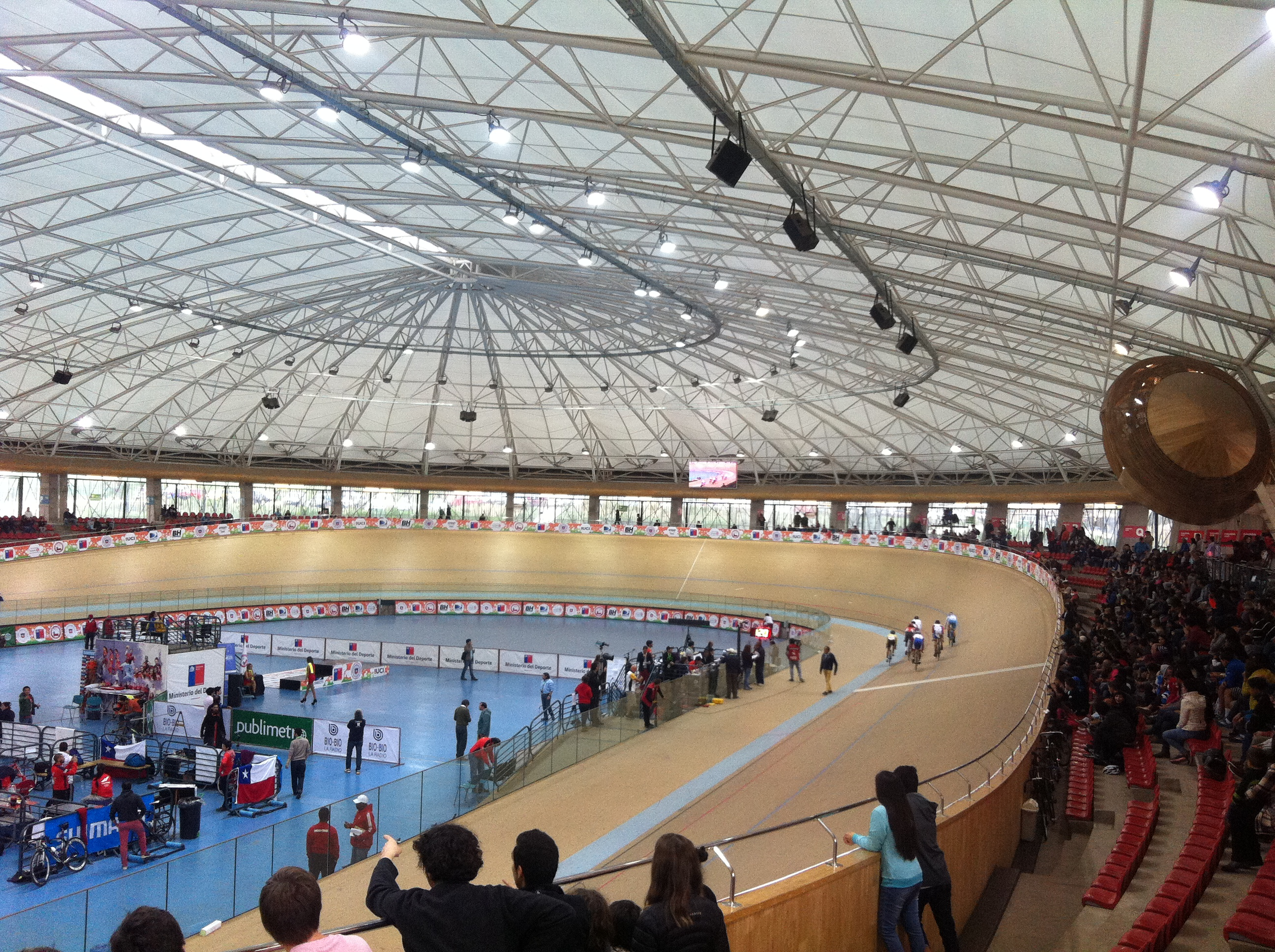
Velódromo Peñalolén (2015)

Die Bahnradsport-Weltmeisterschaften 2025 sollen vom 22. bis 26. Oktober 2025 in Santiago de Chile, der Hauptstadt von Chile, ausgetragen werden. 
Santiago tritt an die Stelle von San Juan, der Hauptstadt der gleichnamigen argentinischen Provinz, die für die Austragung 2022 vorgesehen war. Wirtschaftliche Gründe führten zum Rückzug der Organisatoren, wonach sich das benachbarte Chile zur Austragung bereit erklärte. Die Veranstaltung wird im Velódromo Peñalolén stattfinden. Das 2014 für die Südamerikanischen Spiele eingeweihte Velodrom mit einem Fassungsvermögen von 3000 Zuschauern war bereits Schauplatz anderer internationaler Wettkämpfe, darunter die Panamerikanischen Bahnradmeisterschaften 2015, ein Lauf des Bahnrad-Weltcups 2017/18 und die Bahnrennen der Panamerikanischen Spiele 2023.
Bahnradsport-Weltmeisterschaften fanden zuletzt 2014 in Südamerika im kolumbianischen Cali statt.

## Die Wettbewerbe
Auf dem Programm werden 22 Entscheidungen stehen, elf für jeweils Frauen und Männer. 